# Workingman's Dead
Workingman's Dead är det amerikanska rockbandet Grateful Deads fjärde studioalbum, släppt i juni 1970 på Warner Bros. Records. 
Efter att ha släppt flera psykedeliskt färgade album kom gruppen med detta blues-, folk- och countryinspirerade album som skilde sig mycket från deras tidigare verk. "Uncle John's Band" var en mindre singelframgång i USA, och "Casey Jones", med sina tydliga kokainreferenser, har blivit en av gruppens kändare låtar. Albumet blev 27:a på Billboards albumlista.

## Låtlista
Samtliga låtar skrivna av Jerry Garcia och Robert Hunter, om annat inte anges.
1. "Uncle John's Band" - 4:42
2. "High Time" - 5:12
3. "Dire Wolf" - 3:11
4. "New Speedway Boogie" - 4:01
5. "Cumberland Blues" (Jerry Garcia/Robert Hunter/Phil Lesh) - 3:14
6. "Black Peter" - 5:41
7. "Easy Wind" (Robert Hunter) - 4:57
8. "Casey Jones" - 4:24